# Kathryn D. Sullivan
Kathryn Dwyer „Kathy“ Sullivan (* 3. Oktober 1951 in Paterson, New Jersey, USA) ist eine ehemalige US-amerikanische Astronautin. Während der Space-Shuttle-Mission STS-41-G unternahm sie am 11. Oktober 1984 als zweite Frau nach Swetlana Sawizkaja einen Weltraumausstieg.

## Leben
Sullivan wuchs in Kalifornien auf und schloss 1969 die High School in Woodland Hills nahe Los Angeles ab. Danach studierte sie an der University of California Geowissenschaften und verbrachte ein Jahr als Austauschstudentin in Norwegen, wo sie am Geophysikalischen Institut der Universität Bergen lernte. 1973 erwarb sie ihr Bachelor-Diplom mit Auszeichnung. Fünf Jahre später promovierte sie im Fach Geologie an der kanadischen Dalhousie University in Halifax.

### Astronautentätigkeit
Sullivan arbeitete noch an ihrer Dissertation, als sie sich bei der US-Raumfahrtbehörde NASA als Astronautin bewarb und im Herbst 1977 das Johnson Space Center (JSC) zu medizinischen Tests und Gesprächen besuchte. Im Januar 1978 wurde sie mit der achten Astronautengruppe als eine von 35 neuen Kandidaten vorgestellt. Erstmals durften Frauen ihre Bewerbungsunterlagen einreichen. Sechs wurden als Missionsspezialisten ausgewählt, und Sullivan war eine von ihnen.
Sie arbeitete in verschiedenen Unterstützungsteams für mehrere Shuttlemissionen, wie in der Softwareentwicklung, als Start- und Landefotograf, bei Beladetests der Raumfähre, beim Checkout und bei der Startunterstützung am Kennedy Space Center, Florida und bei der Unterstützung von  EVAs. Außerdem war sie mehrmals Capsule Communicator. Sullivan nahm als Missionsspezialistin an drei Shuttlemissionen teil und verbrachte 532 Stunden im Weltraum.
Im Oktober 1984 unternahm Sullivan als Missionsspezialistin von STS-41-G ihren ersten Raumflug. Nachdem der Erderkundungssatellit ERBS ausgesetzt wurde, führte sie zusammen mit David Leestma einen Außenbordeinsatz durch. Dabei wurde erstmals das Betanken eines Satelliten simuliert. Der Shuttle-Flug endete nach acht Tagen.
Sullivans zweiter Flug begann am 24. April 1990. Hauptaufgabe von STS-31 war das Aussetzen des Hubble-Weltraumteleskops, das ursprünglich unter der Bezeichnung STS-61-J für den August 1986 geplant war. Nach der Challenger-Katastrophe im Januar 1986 und dem Ausscheiden des nominierten Kommandanten John Young wurde dieser durch Loren Shriver ersetzt und der Start des Teleskops um vier Jahre verschoben. Die Discovery landete nach fünf Tagen am 29. April.
STS-45 war Sullivans letzter Raumflug. Die ATLAS-Nutzlast (Atmospheric Laboratory for Applications and Science) an Bord der Atlantis untersuchte im Frühjahr 1992 mit einem Dutzend Instrumenten die Zusammensetzung der Erdatmosphäre. Die Spacelab-Mission ging nach neun Tagen zu Ende.

### Tätigkeit nach der NASA
Neben ihrer 15-jährigen Karriere als Astronautin der NASA diente Sullivan als ozeanografischer Offizier im Rang eines Captain in der Reserve der US-Marine. Kurz vor ihrem Austritt aus der US-Raumfahrtbehörde wurde sie mit der wissenschaftlichen Leitung der US-Wetter- und Meeresbehörde NOAA betraut. Nach drei Jahren wechselte sie im April 1996 als Präsidentin und Aufsichtsratsvorsitzende zum interaktiven Wissenschaftszentrums COSI (Center Of Science and Industry) in Columbus (Ohio). Seit Dezember 2005 ist sie wissenschaftliche Beraterin des COSI. Außerdem wurde sie 2004 zum Mitglied des National Science Board berufen, das die Aufgaben der National Science Foundation überwacht. Seit 2006 hält sie den Vizevorsitz des Gremiums. Am 28. Februar 2013 übernahm sie die Leitung der NOAA, offiziell wurde sie in dieses Amt am 6. März 2014 vom US-Senat eingesetzt. Im Januar 2017 übergab sie dieses Amt an Benjamin Friedman.
Am 7. Juni 2020 erreichte sie zusammen mit Victor Vescovo den Grund des Challengertiefs. Sie ist die achte Person, die einen Tauchgang an diese vermutlich tiefste Stelle der Weltmeere unternommen hat, die erste Frau und der erste Raumfahrer.

## Auszeichnungen
Kathryn Sullivan wurden Ehrendoktorwürden von der Kent State University (2002), der Ohio Dominican University (1998), vom  Stevens Institute of Technology (1992), der State University of New York (1991) sowie der Dalhousie University/Halifax (1985) verliehen. 2016 wurde sie in die National Academy of Engineering gewählt, 2017 in die American Academy of Arts and Sciences.